# ベイカー (小惑星)
ベイカー (2549 Baker) は、小惑星帯の小惑星。ハーバード大学のアガシ観測所で発見された。
アメリカの天文学者ジェイムズ・ベイカーに因んで名付けられた。